# Love Never Felt So Good
"Love Never Felt So Good" là một bài hát của nghệ sĩ người Mỹ Michael Jackson, phát hành sau khi ông qua đời vào ngày 2 tháng 5 năm 2014. Hai phiên bản làm lại từ bản demo của ca khúc năm 1980 - ban đầu được sáng tác bởi Jackson và Paul Anka - chính thức ra mắt như là đĩa đơn đầu tiên từ album thứ hai sau khi mất của Jackson, Xscape. Phiên bản đầu tiên là một bản solo sản xuất bởi John McClain và Giorgio Tuinfort. Phiên bản thứ hai là một bản song ca với sự góp giọng của Justin Timberlake, được sản xuất bởi nhà sản xuất âm nhạc người Mỹ Timbaland và Jerome "J-Roc" Harmon. Đây là dự án hợp tác thứ hai giữa Jackson và Anka được phát hành kể từ khi Jackson ra đi vào năm 2009 (sau "This Is It"). Đĩa đơn đạt hạng 9 ở Mỹ và hạng 8 ở Anh.

## Danh sách track và định dạng
- Tải kĩ thuật số - Bản solo

1. "Love Never Felt So Good" – 3:54

- Tải kĩ thuật số - Bản song ca

1. "Love Never Felt So Good" (với Justin Timberlake) – 4:05

- Tải kĩ thuật số – Fedde le Grand remix

1. "Love Never Felt So Good" (Fedde le Grand remix) – 4:43

- CD

1. "Love Never Felt So Good" – 3:54
2. "Love Never Felt So Good" (với Justin Timberlake) – 4:05

- EP kĩ thuật số[3]

1. "Love Never Felt So Good" (DM-FK Classic Tribute Mix) (với Justin Timberlake) - 8:23
2. "Love Never Felt So Good" (DM Classic Radio Mix (với Justin Timberlake) - 4:11
3. "Love Never Felt So Good" (DM Epic Dub Mix)(với Justin Timberlake) - 7:54
4. "Love Never Felt So Good" (DM Red Zone Mix) - 6:52

## Các phiên bản chính thức
- Bản gốc - 3:21
- Bản album - 3:54
- Bản song ca - 4:05
- Fedde le Grand remix - 4:43 [4]
- DM CLASSIC RADIO MIX - 4:12 [5]

## Xếp hạng và chứng nhận
| Bảng xếp hạng (2014)                      | Vị trí cao nhất |
| ----------------------------------------- | --------------- |
| Úc (ARIA)                                 | 28              |
| Áo (Ö3 Austria Top 40)                    | 36              |
| Bỉ (Ultratop 50 Flanders)                 | 12              |
| Bỉ (Ultratop 50 Wallonia)                 | 6               |
| Brazil (Billboard Brasil Hot 100)         | 38              |
| Canada (Canadian Hot 100)                 | 20              |
| Croatia (Croatian Airplay Radio Chart)    | 1               |
| Cộng hòa Séc (Rádio Top 100)              | 48              |
| Đan Mạch (Tracklisten)                    | 1               |
| Pháp (SNEP)                               | 2               |
| Đức (GfK)                                 | 18              |
| Germany (Deutsche Black Charts)           | 1               |
| Greece (Billboard Greece Digital Songs)   | 4               |
| Hungary (Rádiós Top 40)                   | 8               |
| Hungary (Single Top 40)                   | 4               |
| Ireland (IRMA)                            | 17              |
| Israel (Media Forest)                     | 1               |
| Italy (FIMI)                              | 4               |
| Hà Lan (Single Top 100)                   | 2               |
| New Zealand (Recorded Music NZ)           | 12              |
| Ba Lan (Polish Airplay Top 100)           | 17              |
| Bồ Đào Nha Digital Song Sales (Billboard) | 3               |
| Scotland (OCC)                            | 19              |
| Slovakia (Rádio Top 100)                  | 40              |
| South Africa (EMA)                        | 1               |
| South Korea (Gaon)                        | 1               |
| Tây Ban Nha (PROMUSICAE)                  | 7               |
| Thụy Điển (Sverigetopplistan)             | 57              |
| Thụy Sĩ (Schweizer Hitparade)             | 15              |
| Anh Quốc (OCC)                            | 8               |
| Hoa Kỳ Billboard Hot 100                  | 9               |
| Hoa Kỳ Hot R&B/Hip-Hop Songs (Billboard)  | 5               |
| Hoa Kỳ Adult Contemporary (Billboard)     | 7               |
| US Adult R&B Songs (Billboard)            | 1               |
| Hoa Kỳ Adult Pop Airplay (Billboard)      | 23              |
| Hoa Kỳ Dance Club Songs (Billboard)       | 18              |
| Hoa Kỳ Pop Airplay (Billboard)            | 29              |

| Bảng xếp hạng (2014)      | Vị trí cao nhất |
| ------------------------- | --------------- |
| Canada (Canadian Hot 100) | 89              |
| Hoa Kỳ Billboard Hot 100  | 78              |

## Chứng nhận
| Quốc gia                                                                           | Chứng nhận | Số đơn vị/doanh số chứng nhận |
| ---------------------------------------------------------------------------------- | ---------- | ----------------------------- |
| Ý (FIMI)                                                                           | Bạch kim   | 30.000‡                       |
| Anh Quốc (BPI)                                                                     | Bạc        | 200.000‡                      |
| Hoa Kỳ (RIAA)                                                                      | Bạch kim   | 1.000.000‡                    |
| * Chứng nhận dựa theo doanh số tiêu thụ. ^ Chứng nhận dựa theo doanh số nhập hàng. |            |                               |

## Lịch sử phát hành
| Nước | Ngày                | Định dạng                          | Phiên bản                  | Nhãn     |
| ---- | ------------------- | ---------------------------------- | -------------------------- | -------- |
| Ý    | 2 tháng 5 năm 2014  | Radio hit đương đại                | Solo [ 46 ] Song ca [ 47 ] | Epic     |
| Mỹ   | 2 tháng 5 năm 2014  | Tải kĩ thuật số                    | Solo [ 48 ] Song ca [ 49 ] | Epic MJJ |
| Mỹ   | 6 tháng 5 năm 2014  | Radio hit đương đại                | Song ca                    | Epic     |
| Mỹ   | 6 tháng 5 năm 2014  | Radio đương đại người trưởng thành | Solo [ 51 ] Song ca [ 51 ] | Epic     |
| Mỹ   | 6 tháng 5 năm 2014  | Radio urban đương đại              | Solo                       | Epic     |
| Mỹ   | 19 tháng 5 năm 2014 | Tải kĩ thuật số                    | Fedde le Grand remix       | MJJ      |
| Đức  | 30 tháng 5 năm 2014 | CD                                 | Solo [ 54 ] Song ca [ 54 ] | Sony     |